# Санта-Марія-де-лас-Ояс
Санта-Марія-де-лас-Ояс (ісп. Santa María de las Hoyas) — муніципалітет в Іспанії, у складі автономної спільноти Кастилія-і-Леон, у провінції Сорія. Населення — 156 осіб (2010).
Муніципалітет розташований на відстані близько 160 км на північ від Мадрида, 55 км на захід від Сорії.
На території муніципалітету розташовані такі населені пункти: (дані про населення за 2010 рік)
- Муньєкас: 18 осіб
- Санта-Марія-де-лас-Ояс: 138 осіб

## Демографія
Динаміка населення (INE ):